# Miss Marple
Miss Jane Marple o semplicemente Miss Marple, è un personaggio immaginario presente in dodici romanzi e in venti racconti della giallista inglese Agatha Christie. Esordì nella raccolta di racconti Miss Marple e i tredici problemi del 1930 e, sempre nello stesso anno, nel romanzo La morte nel villaggio (The Murder at the Vicarage, 1930). Dalle opere di narrative sono stati tratti adattamenti cinematografici e televisivi.

## Caratterizzazione del personaggio
("Miss Marple e i tredici problemi" (1930))
Il nome Marple deriva da quello di una cittadina inglese nei pressi di Stockport. Agatha Christie plasmò il personaggio di Miss Marple basandosi sulla descrizione di una sua vecchia zia.
Il personaggio è appassionato di birdwatching, lavoro a maglia e giardinaggio, anche se spesso si dedica a cucinare dolci, oltre che a bere il tè con le amiche, quasi tutte nubili come lei. Il villaggio in cui vive, St. Mary Mead e i suoi abitanti sono sia il teatro di alcuni casi sia il modello di comunità umana cui la Marple si rifà per trarre le conclusioni di ciò che osserva. Miss Marple vive nei pressi di Miss Hartnell e del vicariato locale, ma il luogo dove maggiormente ama stare è il giardino, dove lei passa molte ore. Lei stessa ammette che «vivendo così soli, in una parte del mondo quasi remota, è necessario avere un passatempo. Ci si può occupare naturalmente dei lavori a maglia, delle ragazze esploratrici, delle opere di beneficenza, come ci si può divertire a dipingere dei bozzetti, ma il mio passatempo è sempre stato La Natura Umana. Così varia e così affascinante! E naturalmente in un piccolo villaggio, senza altre distrazioni, non manca il modo di approfondire questo studio. Si finisce per classificare le persone proprio come se fossero uccelli, fiori, gruppo così e così, genere tale, specie talaltra. Qualche volta capita di sbagliare, naturalmente, ma con il passare del tempo gli errori sono meno frequenti. E poi si fanno le riprove...».
Saltuariamente, nelle sue avventure, appaiono il nipote scrittore Raymond West, a cui lei è tanto affezionata e la moglie, che si presentano come persone scettiche e restie a prendere atto delle doti dell'astuta vecchina.

## Storia editoriale
Nel timore di rimanere vittima dei bombardamenti tedeschi sull'Inghilterra durante la seconda guerra mondiale, Agatha Christie decise di scrivere sia Sipario, ultimo caso con protagonista Hercule Poirot, sia Addio Miss Marple, romanzo che doveva chiudere la saga dei personaggi di St. Mary Mead, nel 1940, con l'intenzione di conservarli nella cassaforte di una banca londinese affinché fossero pubblicati postumi, cosa che avvenne solo per Addio Miss Marple, nel 1976.

### Romanzi
- La morte nel villaggio (1930)
- C'è un cadavere in biblioteca (1942)
- Il terrore viene per posta (1943)
- Un delitto avrà luogo (1950)
- Giochi di prestigio (1952)
- Polvere negli occhi (1953)
- Istantanea di un delitto (1957)
- Assassinio allo specchio, tradotto anche come "Silenzio: si uccide" (1962)
- Miss Marple nei Caraibi (1964)
- Miss Marple al Bertram Hotel (1965)
- Miss Marple: Nemesi (1971)
- Addio Miss Marple (1940/1976)

### Raccolte di racconti
Raccolte interamente dedicata a Miss Marple:
- Miss Marple e i tredici problemi (1932)

Raccolte condivise:
- In tre contro il delitto (1939), racconto che riguarda Miss Marple:

1. Miss Marple racconta una storia

- Tre topolini ciechi e altre storie (1950), racconti che riguardano Miss Marple:

1. Uno scherzo arguto
2. Omicidio su misura
3. Il caso della domestica perfetta
4. Le maledizioni della strega

- Appuntamento con la paura (1961), racconti che riguardano Miss Marple:

1. La follia di Greenshaw
2. Asilo

## Altri media

### Cinema
Per ogni film viene indicato l'anno di produzione, il titolo, l'opera da cui è tratto e l'attrice che veste i panni di Miss Marple.
| Anno | Film                                                                                   | Opera                               | Attrice             | Note                                                     |
| ---- | -------------------------------------------------------------------------------------- | ----------------------------------- | ------------------- | -------------------------------------------------------- |
| 1956 |                                                                                        | Un delitto avrà luogo               | Gracie Fields       |                                                          |
| 1961 | Assassinio sul treno (Murder She Said)                                                 | Istantanea di un delitto            | Margaret Rutherford |                                                          |
| 1963 | Assassinio al galoppatoio (Murder at the Gallop)                                       | Dopo le esequie                     | Margaret Rutherford | Nel romanzo non è presente Miss Marple ma Hercule Poirot |
| 1964 | Assassinio sul palcoscenico (Murder Most Foul)                                         | Fermate il boia                     | Margaret Rutherford | Nel romanzo non è presente Miss Marple ma Hercule Poirot |
| 1964 | Assassinio a bordo (Murder Ahoy)                                                       | N.D.                                | Margaret Rutherford |                                                          |
| 1970 | Mord im Pfarrhaus                                                                      | La morte nel villaggio              | Inge Langen         | Film TV                                                  |
| 1980 | Assassinio allo specchio (The Mirror Crack'd)                                          | Assassinio allo specchio            | Angela Lansbury     |                                                          |
| 1983 | Tayna chyornykh drozdov                                                                | Polvere negli occhi                 | Ita Ever            |                                                          |
| 1983 | Miss Marple nei Caraibi (A Caribbean Mystery)                                          | Miss Marple nei Caraibi             | Helen Hayes         | Film TV                                                  |
| 1984 | C'è un cadavere in biblioteca (Agatha Christie's Miss Marple: The Body in the Library) | C'è un cadavere in biblioteca       | Joan Hickson        | Film TV                                                  |
| 1985 | Assassinio allo specchio (Murder with Mirrors)                                         | Miss Marple: giochi di prestigio    | Helen Hayes         | Film TV                                                  |
| 1985 | Terrore per posta (Agatha Christie's Miss Marple: The Moving Finger)                   | Il terrore viene per posta          | Joan Hickson        | Film TV                                                  |
| 1985 | Un delitto avrà luogo (Agatha Christie's Miss Marple: A Murder Is Announced)           | Un delitto avrà luogo               | Joan Hickson        | Film TV                                                  |
| 1985 | Polvere negli occhi (Agatha Christie's Miss Marple: A Pocket Full of Rye)              | Polvere negli occhi                 | Joan Hickson        | Film TV                                                  |
| 1986 | Morte nel villaggio (Agatha Christie's Miss Marple: The Murder at the Vicarage)        | La morte nel villaggio              | Joan Hickson        | Film TV                                                  |
| 1987 | Addio Miss Marple (Agatha Christie's Miss Marple: Sleeping Murder)                     | Addio Miss Marple                   | Joan Hickson        | Film TV                                                  |
| 1987 | Miss Marple al Bertram Hotel (Agatha Christie's Miss Marple: At Bertram's Hotel)       | Miss Marple al Bertram Hotel        | Joan Hickson        | Film TV                                                  |
| 1987 | Nemesi (Agatha Christie's Miss Marple: Nemesis)                                        | Miss Marple: Nemesi                 | Joan Hickson        | Film TV                                                  |
| 1987 | Istantanea di un delitto (Agatha Christie's Miss Marple: 4.50 from Paddington)         | Istantanea di un delitto            | Joan Hickson        | Film TV                                                  |
| 1989 | Miss Marple nei Caraibi (Agatha Christie's Miss Marple: A Caribbean Mystery)           | Miss Marple nei Caraibi             | Joan Hickson        | Film TV                                                  |
| 1991 | Giochi di prestigio (Agatha Christie's Miss Marple: They Do It with Mirrors)           | Miss Marple: giochi di prestigio    | Joan Hickson        | Film TV                                                  |
| 1992 | Assassinio allo specchio (Murder with Mirrors)                                         | Assassinio allo specchio            | Joan Hickson        | Film TV                                                  |
| 2004 | C'è un cadavere in biblioteca, episodio della serie Miss Marple                        | C'è un cadavere in biblioteca       | Geraldine McEwan    |                                                          |
| 2004 | La morte nel villaggio, episodio della serie Miss Marple                               | La morte nel villaggio              | Geraldine McEwan    |                                                          |
| 2004 | Istantanea di un delitto, episodio della serie Miss Marple                             | Istantanea di un delitto            | Geraldine McEwan    |                                                          |
| 2005 | Un delitto avrà luogo, episodio della serie Miss Marple                                | Un delitto avrà luogo               | Geraldine McEwan    |                                                          |
| 2006 | Addio, miss Marple, episodio della serie Miss Marple                                   | Addio Miss Marple                   | Geraldine McEwan    |                                                          |
| 2006 | Il terrore viene per posta, episodio della serie Miss Marple                           | Il terrore viene per posta          | Geraldine McEwan    |                                                          |
| 2006 | Sento i pollici che prudono, episodio della serie Miss Marple                          | Sento i pollici che prudono         | Geraldine McEwan    | Nel romanzo non è presente Miss Marple                   |
| 2006 | Un messaggio dagli spiriti, episodio della serie Miss Marple                           | Un messaggio dagli spiriti          | Geraldine McEwan    | Nel romanzo non è presente Miss Marple                   |
| 2007 | Verso l'ora zero, episodio della serie Miss Marple                                     | Verso l'ora zero                    | Geraldine McEwan    | Nel romanzo non è presente Miss Marple                   |
| 2007 | Nemesi, episodio della serie Miss Marple                                               | Miss Marple: Nemesi                 | Geraldine McEwan    |                                                          |
| 2007 | Miss Marple al Bertram Hotel, episodio della serie Miss Marple                         | Miss Marple al Bertram Hotel        | Geraldine McEwan    |                                                          |
| 2007 | Prova d'innocenza, episodio della serie Miss Marple                                    | Le due verità                       | Geraldine McEwan    | Nel romanzo non è presente Miss Marple                   |
| 2008 | Polvere negli occhi, episodio della serie Miss Marple                                  | Polvere negli occhi                 | Julia McKenzie      |                                                          |
| 2008 | "È troppo facile", episodio della serie Miss Marple                                    | È troppo facile                     | Julia McKenzie      | Nel romanzo non è presente Miss Marple                   |
| 2009 | Perché non l'hanno chiesto a Evans?, episodio della serie Miss Marple                  | Perché non l'hanno chiesto a Evans? | Julia McKenzie      | Nel romanzo non è presente Miss Marple                   |
| 2009 | Giochi di prestigio, episodio della serie Miss Marple                                  | Miss Marple: giochi di prestigio    | Julia McKenzie      |                                                          |
| 2010 | Assassinio allo specchio, episodio della serie Miss Marple                             | Assassinio allo specchio            | Julia McKenzie      |                                                          |
| 2010 | Il segreto di Chimneys, episodio della serie Miss Marple                               | Il segreto di Chimneys              | Julia McKenzie      | Nel romanzo non è presente Miss Marple                   |
| 2010 | Il geranio azzurro, episodio della serie Miss Marple                                   | Il geranio azzurro                  | Julia McKenzie      |                                                          |
| 2010 | Un cavallo per la strega, episodio della serie Miss Marple                             | Un cavallo per la strega            | Julia McKenzie      | Nel romanzo non è presente Miss Marple                   |
| 2013 | Miss Marple nei Caraibi, episodio della serie Miss Marple                              | Miss Marple nei Caraibi             | Julia McKenzie      |                                                          |
| 2013 | La follia di Greenshaw, episodio della serie Miss Marple                               | La follia di Greenshaw              | Julia McKenzie      |                                                          |
| 2013 | Nella mia fine è il mio principio, episodio della serie Miss Marple                    | Nella mia fine è il mio principio   | Julia McKenzie      | Nel romanzo non è presente Miss Marple                   |

### Televisione
serie televisive
- Miss Marple (1984);
- Miss Marple (2004).